# Taracus nigripes
Taracus nigripes is een hooiwagen uit de familie Sabaconidae.